# Warensicherungssystem
Mit Warensicherungssystem bezeichnet man Einrichtungen in Geschäften zur Sicherung der Waren bzw. zum Verhindern von Diebstählen. Dabei werden Waren mit speziellen Warensicherungsetiketten ausgestattet, die entweder am Produkt verbleiben und bei Umgehung der Deaktivierung an der Kasse durch Detektionseinrichtungen z. B. am Ausgang erkannt werden können, oder so an der Ware befestigt sind, dass spezielle Lösungseinrichtungen zum Entfernen benötigt werden. Im ersten Fall soll der ausgelöste „stille“ oder „laute“ Alarm den Dieb noch im Geschäft entlarven. Im zweiten Fall soll das Etikett abschrecken, da der Dieb mit der Beschädigung der Ware beim improvisierten Entfernen rechnen muss.
Nach Angaben des Einzelhandels lassen sich durch die Installation von Warensicherungssystemen die Inventurdifferenzen zwischen 30 und 70 Prozent reduzieren. Der Schaden durch Diebstähle beim Einzelhandel in Deutschland wird mit drei bis fünf Milliarden Euro pro Jahr angegeben.
Arbeitsweisen sind elektromagnetisch oder radiofrequent mit 2,2 bis etwa 2,5 MHz Frequenz. Die streifenförmigen Etiketten können aus 2 bis 3 magnetisierbaren Folien und Zwischenschicht(en) aufgebaut sein, die auf einer Magnetplatte deaktiviert oder auch reaktiviert werden können. Eher quadratische Etiketten sind anderen Typs und beinhalten eine „gedruckte“ Spule, also eine ebene Spirale dünner Alufolie und eine darüberliegende Verbindung der Spiralenden mit einem ebenfalls gedruckten Kondensator. Es ergibt sich ein Schwingkreis mit bestimmter Resonanzfrequenz. Wird dieser in die Nähe von Sendespulen platziert, die in den Platten rechts und links am Geschäftsausgang eingebaut sind, gerät er in Resonanz. Den Sendespulen wird dadurch Energie entzogen, worauf die auswertende Elektronik anspricht und den Alarm auslöst.